# Access Point Name
Pour les articles homonymes, voir APN.

Access Point Name ou APN, appelé aussi identifiant de connexion à Internet (au réseau), est un identifiant qui permet à un utilisateur de téléphonie mobile d'un réseau 2G, 3G ou 4G de se connecter à Internet en identifiant le Gateway GPRS Support Node (GGSN) pour la 2G et la 3G ou le Packet Data Network Gateway (PGW) pour la 4G et la 5G, qu'il doit utiliser. L'APN est généralement constitué d'un identifiant alphanumérique et des codes MCC et MNC permettant d'identifier l'opérateur de réseau mobile. Le téléphone va lui même compléter l'identifiant alphanumérique par les codes MCC et MNC qu'il déduit de l'IMSI de la carte SIM du téléphone. 
Un APN permet l'accès à Internet ou à un Intranet au travers d'un réseau privé virtuel (VPN) ou bien permet, ou non, l'envoi de MMS. Les téléphones modernes n'obligent pas l'utilisateur à saisir cet identifiant car la plupart des fournisseurs de systèmes d'exploitation des smartphones (Android, IOS, etc.) ont une liste pré-configurée de tous les opérateurs mondiaux de téléphonie mobile avec leurs APN par défaut pour les usages Internet ou DUN (mode modem) et MMS (Multimedia Messaging Service).
Pour information, voici les différents type d'APN que l'on peut trouver:
- default : Internet sur le smartphone
- dun : internet en partage de connexion (mode modem)
- ims : Voix sur IP
- mms : internet pour envoyer des MMS
- email : permet l'utilisation des mails
- xcap : XCAP est un protocole qui permet à un utilisateur de configurer ses données de service (par exemple, modifier un numéro de renvoi d'appel, changer ses services d'interdiction) sur le serveur d'applications de téléphonie multimédia (MTAS).
- supl : Le protocole SUPL est associé au GPS assisté. 
- hipri. Réseau haute priorité.
- fota. FOTA (Firmware over the air) est utilisé pour recevoir les mises à jour du firmware.